# Mitiàieve
Mitiàieve (en (ucraïnès): Митяєве, en rus: Митяево, Mitiàievo) és un poble de la República Autònoma de Crimea a Ucraïna, que el 2014 tenia 1.915 habitants. Pertany al districte rural de Saki.